# Matjaž Gojčič
Matjaž Gojčič, slovenski golfist, * 27. april 1982.
Gojčič je član slovenske golf reprezentance in prvi slovenski igralec golfa, ki se je udeležil turnirja European Tour.